# Trilochites biformatus
Trilochites biformatus är en mossdjursart som först beskrevs av Campbell Easter Waters 1904.  Trilochites biformatus ingår i släktet Trilochites och familjen Hippopodinidae. Inga underarter finns listade i Catalogue of Life.